# 陳荊和
陳 荊和（ちん けいわ、Chen Chingho、Ching Ho A. Chen、Trần Kinh Hòa、1917年9月28日 - 1995年11月19日）は、歴史学者。専門は東南アジア史・華僑史。文学博士（慶應義塾大学）。字は孟毅、号は蒼崖。78歳没。

## 人物・来歴
台湾に生まれて日本で育ち、日本・台湾・南ベトナム・香港の大学に奉職したほかフランスやアメリカでも教鞭を執った。ベトナム史に関する基本史料の校勘・訳注を多数刊行し、国際的にも高い評価を得ている。

### 年譜
- 1917年 台湾の台中市に生まれる。ほどなく父の慶應義塾大学医学部での研究のため、東京に転居する。
- 1942年 慶應義塾大学文学部史学科東洋史専攻卒業。同大学語学研究所助手。
- 1943年3月-1945年9月 日本・仏印交換留学生としてハノイのフランス極東学院にて研究に従事。
- 1946年 国立台湾大学文学部史学科講師（東南アジア史・日本史）。そのご副教授・教授となる。
- 1954年9月-1955年10月 パリ大学高級中国研究所にて研究。
- 1958年 南ベトナム政府の招聘を受けて渡越。フエ大学、サイゴン大学、ダラット大学にて東南アジア史、中国史、日本史を担当。また、フエ大学「ベトナム史料編訳委員会」委員長として阮朝硃本の整理・目録作成にあたる。
- 1962年 香港新亜書院新亜研究所研究員、同東南アジア研究室主任。
- 1964年 香港中文大学高級講師（東南アジア史担当）、70年に東アジア研究センター主任、75年に教授（Reader）。日本研究講座主任教授、中国文化研究所所長、フランス・ドイツ・日本及びイタリア研究学部代理部長などを歴任。
- 1966年 慶應義塾大学に提出した「安南訳語の研究」により文学博士号を受ける。
- 1971年 南イリノイ大学客員教授。
- 1981年 創価大学教育学部教授に転じる。アジア研究所研究員、言語文化研究センター教授、アジア研究所所長などを歴任。
- 1994年 アメリカ創価大学環太平洋平和文化研究センター顧問に就任し渡米。
- 1995年 ホーチミン市にて死去。

## 主要著作

### 単行本
- 『華僑初級中學歴史教科書（東南亞史）』〔菲律賓版、印尼版、越南版〕、台北：正中書局、1955-56年。
- The Chinese Community in the Sixteenth Century Philippines. (East Asian Cultural Studies Series No.12), Tokyo: Center for East Asian Cultural Studies, Toyo Bunko, 1968.
- Historical Notes on Hoi-an (Faifo). (East Asian Cultural Studies Series No.12), Center for Vietnamese Studies, South Illinois University at Carbondale, 1974.

### 史料校勘・訳注
- 『十七世紀広南之新史料』（釈大汕『海外紀事』の紹介）；台北：中華叢書委員会、1960年。
- Mục lục châu bản Triều Nguyễn. 2vols, Huế: Viện đại-học Huế, 1960.
- An-Nam chí-lược. Lê-Tắc soạn. Huế: Viện Đại-học Huế, 1961.
- 『艮齋詩集』、鄭懷德撰。香港：新亜研究所東南亞研究室、1962年。
- 『承天明郷社陳氏正譜』、陳元爍編輯。香港：香港中文大学新亜研究所、1964年。
- 『國史遺編』、潘叔直輯。香港：新亜研究所東南亜研究室、1965年。
- 『暹羅國路程集録』、宋福玩・楊文朱撰、共編。香港：新亜研究所東南亜研究室、1966年。
- 『新加坡華文碑铭集録』、 陳育崧と共編。香港：香港中文大学、1970年。
- （訳注）『嗣徳聖制字学解義歌譯注』、嗣徳帝撰。香港：香港中文大学、1971年。
- （編注）『往津日記』、阮述撰。香港：中文大学出版社、1980年。
- （編校）『校合本 大越史記全書』、呉士連など撰。東京：東京大学東洋文化研究所、1984-1986年。
- （編校）『校合本 大越史略』、東京：創価大学、1987年。